# Epidendrum lanioides
Epidendrum lanioides är en orkidéart som beskrevs av Rudolf Schlechter. Epidendrum lanioides ingår i släktet Epidendrum och familjen orkidéer. Inga underarter finns listade i Catalogue of Life.